# Udligenswil
Udligenswil é uma comuna da Suíça, no Cantão Lucerna, com cerca de 2.002 habitantes. Estende-se por uma área de 6,22 km², de densidade populacional de 322 hab/km². Confina com as seguintes comunas: Adligenswil, Dierikon, Küssnacht am Rigi (SZ), Meierskappel, Root.
A língua oficial nesta comuna é o Alemão.